# École romaine de peinture

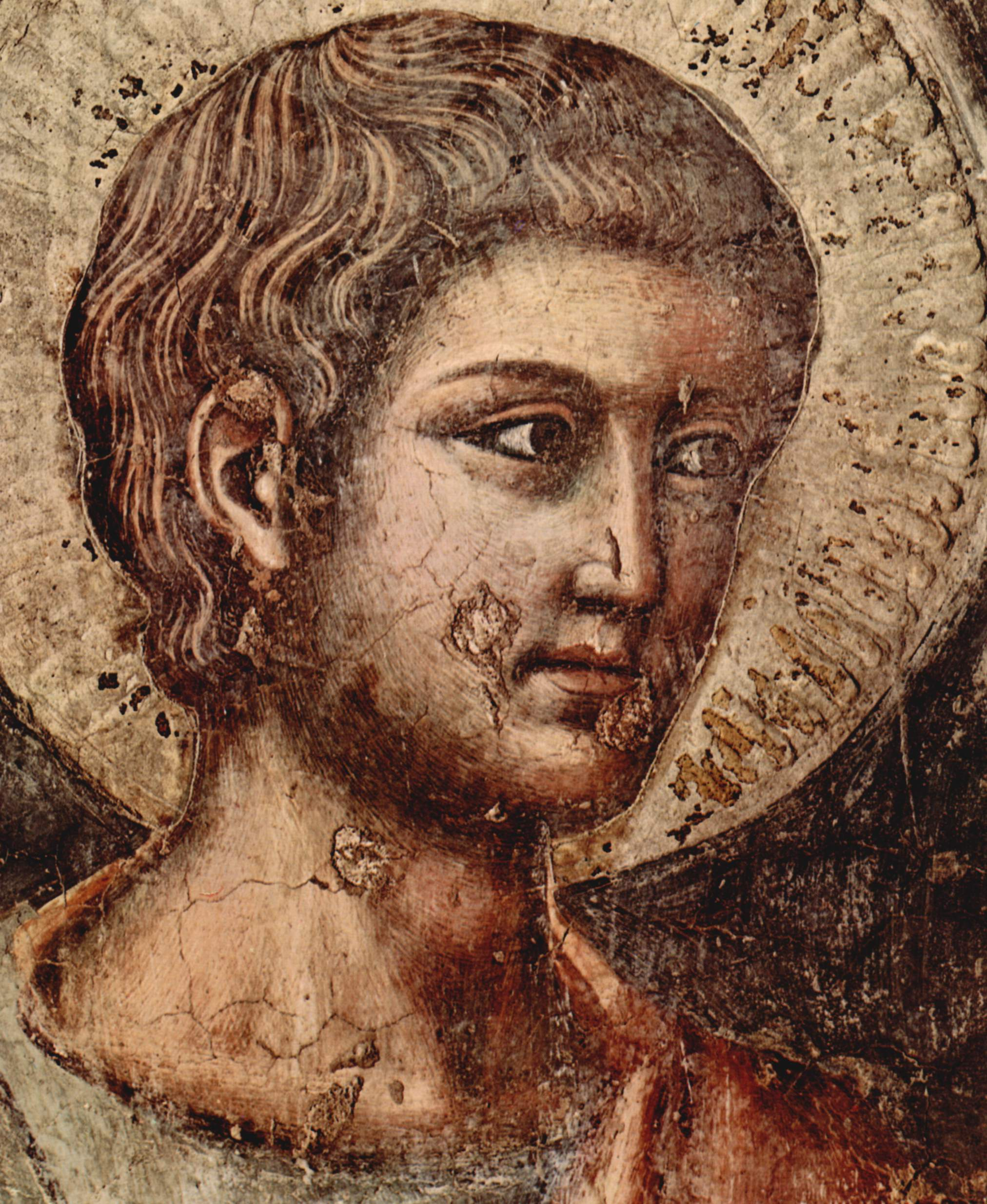
Pietro Cavallini, détail du Jugement dernier, Santa Cecilia in Trastevere.

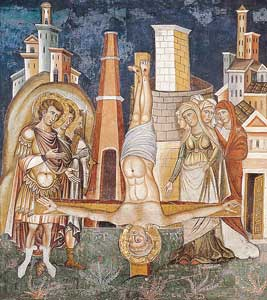
Le Crucifiement de Pierre dans la Sancta Sanctorum.

L'école romaine de peinture est une des écoles italiennes de peinture de la Renaissance artistique, celle qui a fleuri à Rome au tournant des XIIIe et XIVe siècles.

## Histoire
Redécouverte et mise en valeur à une époque récente, notamment après la restauration du cycle du Sancta Sanctorum et avec les nouvelles attributions des Histoires de saint François à Assise), elle est probablement la première école de peinture à développer un langage figuratif plus humain et plus réaliste, à partir d'expériences byzantines, et avant les Toscans. Le long oubli des artistes romains, interrompu par les études de Federico Zeri, est dû à diverses raisons : d'abord la rareté des vestiges et l'absence dans la ville d'une historiographie artistique capable de célébrer ces pionniers, tels que Pietro Cavallini, Jacopo Torriti et Filippo Rusuti, comme cela s'est notamment produit en Toscane avec Vasari et certains autres traités.
La relation entre les Romains et les Toscans (Cimabue, Giotto) fait l'objet de controverses parmi les historiens : on ne sait pas laquelle des deux écoles a influencé l'autre et laquelle est réellement à l'initiative du renouveau. Il est probable que les Romains, ayant à leur disposition un plus grand nombre de peintures et de mosaïques de la fin de l'Antiquité et du début du Moyen Âge comme sources d'inspiration, ont étudié de nouvelles formes de représentation de la figure humaine et de l'espace, immédiatement reprises et développées par les Toscans. De plus, Cimabue et Giotto ont probablement fait des voyages à Rome dès leur prime jeunesse.
C'est principalement le chantier papal de la basilique Saint-François d'Assise qui a été le point de comparaison et d'échange entre les artistes. Les registres supérieurs de l'église supérieure de la basilique sont réalisés en grande partie par l'école romaine, en particulier par Torriti. Le véritable objet de la contestation est l'attribution à l'une ou l'autre école des œuvres du soi-disant Maestro d'Isacco, traditionnellement identifié au jeune Giotto, et du cycle des Histoires de saint François. Selon les études de Zeri et Bruno Zanardi, le chef du chantier d'Assise était Pietro Cavallini à en juger par la manière particulière d'appliquer les carnations que l'on retrouve également dans le Jugement dernier de l'église Sainte-Cécile-du-Trastevere. D'un autre côté, les partisans de l'attribution traditionnelle aux Toscans soulignent que dans aucun ouvrage romain il n'y a de solutions spatiales aussi avancées que celles trouvées dans le cycle de saint François, telles qu'elles se trouvent dans les œuvres ultérieures de Giotto, à  l'église de l'Arena de Padoue et ailleurs.
En tout cas, même si les Romains sont artistiquement les fils des Toscans, leur école de peinture n'en demeure pas moins avant-gardiste et capable de solutions avancées, y compris dans le domaine des mosaïques.
Les activités artistiques à Rome déclinent inexorablement après le transfert de la papauté à Avignon en 1309 : la grande activité picturale ne reprendra à Rome qu'à la fin du XVe siècle, avec une participation limitée des artistes locaux.

## Protagonistes
Ses principaux protagonistes sont :
- Filippo Rusuti mosaïste de la fin du XIIIe siècle
- Jacopo Torriti du XIIIe siècle et du début du XIVe siècle.
- Pietro Cavallini (1259 - 1330)
- Bartolomeo da Urbino (1465 - 1534)
- Pompeo Batoni (1708 - 1787)

L'école romaine en peinture est mentionnée dans les écoles giottesques sans savoir réellement si Giotto di Bondone et les Toscans l'ont influencée ou si l'influence est inverse.

## Sources
- (It) Cet article est partiellement ou en totalité issu de l’article de Wikipédia en italien intitulé « Scuola romana di pittura » (voir la liste des auteurs).
- Cet article est partiellement ou en totalité issu de l'article intitulé « École romaine (peinture) » (voir la liste des auteurs).